# Бернард Шумборский
Бернард Шумборский (пол. Bernard Szumborski, нем. Bernard von Zinnenberg) (умер 7 января 1470) — моравский рыцарь, один из командиров на службе Тевтонского ордена во время Тринадцатилетней войны с Польшей.

## Биография
В битве под Хойницами в 1454 году Бернард Шумборский одержал победу над польским войском под командованием короля Казимира Ягеллончика. Ранее в том же году он штурмовал замок Свеце, но при приближении поляков вынужден был отступить. 24 октября 1457 года вместе с двухтысячным войском Бернард Шумборский захватил город Хелмно (Кульм), где умертвил мэра Михала Сегемунда, утверждая, что он был предателем. Его отряды захватили большую часть городов Померании и Хелминской земли, но некоторые отказались сдаваться. Например, 21 марта 1458 года Бернард Шумборский подступил под стены Торуня, сжег предместья, но смог взять хорошо укрепленный город. 19 сентября 1460 года он захватил город Голуб, но польский гарнизон смог удержаться в городском замке.
Бернард Шумборским занимал должности старосты Хелмно, коменданта Бродницы и Старогруда. Тевтонский орден не выплатит наемникам обещанного жалованья за год службы, в связи с чем, Бернард Шумборский оставил под своим контролем все города и крепости, захваченные им во время Тринадцатилетней войны.
На заключительном этапе Тридцатилетней войны Бернард Шумборский в качестве представителя Тевтонского ордена был отправлен в замок Быдгощ, откуда польский король Казимир Ягеллончик руководил военными действиями польских войск, с предложением мирных переговоров. Переговоры начались ещё раньше, в замке Свеце 4 августа между Бернардом Шумборским и польскими представителями, Яном Длугошем и Яном Сапежанским. После поражения тевтонцев в Битве в Вислинском заливе Бернад Шумборский решил заключить сепаратный мир между своими отрядами и польским королём. 
Тевтонско-польские переговоры завершились подписанием в Торуни Второго Торуньского мира 19 октября 1466 года.
7 января 1470 года Бернард Шумборский скончался в Хелмно.
Согласно легенде, Шумборский был жестоким человеком. Как сообщал польский хронист Ян Длугош, он был отравлен жительницей Хелмно. Она для полной уверенности, после приёма пищи Шумборским, уходя, подожгла башню гостиницы, в которой он находился.